# Guillermo Martínez Atilano
Guillermo Martínez Atilano es un economista mexicano,  investigador y profesor universitario de la Universidad Autónoma Metropolitana. 

## Datos históricos
Nació el 8 de diciembre de 1966 en la Ciudad de México.
Egresado de la licenciatura en Economía de la Universidad Autónoma Metropolitana, pertenece a la generación de jóvenes formados en la tradición de la escuel mexicana de economía con un fuerte contenido social. Junto con Dolores Padierna, Clara Brugada, Pablo Álvarez Icaza, Arturo Herrera, Fernando Barceinas y Jorge Sánchez de Labra.
Estudio en la extinta Unión Soviética, primero en la escuela preparatoria de la Universidad Estatal de Moscú, y más tarde en la Facultad de Matemáticas y de Economía. Durante el año de 1987 vivió la transición iniciada en la Unión Soviética por Mijaíl Gorbachov, experiencia que fomentó su interés por los problemas de la transición de una economía planificada a una economía de mercado. Siendo estas reformas de repercusión mundial, para Martínez Atilano la caída del muro de Berlín y el fin de la Unión Soviética y de los países socialistas de Europa del Este tendrían "un significado generacional más importante que las revueltas estudiantiles de 1968".

## Datos Académicos
Su principal línea de investigación es  la Econometría aplicada.  Se ha especializado en los fundamentos económicos de los sistemas de pensiones, la desigualdad económica y la metodología de la investigación .
Ha sido responsable del Área de Investigación en Modelación en Economía y Administración, así como del Cuerpo Académico Modelación Matemática en Ciencias Sociales, reconocido  por la Secretaria de Educación Pública SEP.  Actualmente es Jefe del Departamento de Economía de la UAM-I.
Guillermo Martínez Atilano es miembro del núcleo  académico del Programa de Maestría y Doctorado en Estudios Sociales en la línea de Economía Social de la UAM-I perteneciente al CONACYT como programa de Excelencia Internacional. Complementariamente, pertenece al SNI desde enero de  2009.
Se puede resaltar su participación Decision Sciences Institute,  una asociación de investigadores y profesores internacional con sede en Norteamérica.
Sus publicaciones en el extranjero son variadas y recientes, tanto en la revista Latinoamérica publicada en ruso como en la revista Iberoamérica publicada en español, ambas editadas por el ILA-RAN (Instituto de Latinoamérica de la Academia de Ciencias de Rusía). 
Cuenta con el perfil deseable para profesores de tiempo completo del PROMEP de la Secretaria de Educación Pública.
Pertenece al Sistema Nacional de Investigadores del CONACYT.
Ha dirigido  36 tesis de licenciatura, ha escrito como autor y como coautor sobre los temas de su especialidad. Entre las editoriales que han publicado sus obras se menciona la Editorial Siglo XXI, la editora de libros de texto  Trillas, la UAM, el Departamento de Economía de la UAM y el Banco de Comercio Exterior.
En la Universidad Autónoma Metropolitana se incorporó como profesor de carrera a partir de 1997, situación que le dio la oportunidad de trabajar en otras instituciones y de adquirir experiencias que luego implantó en el Departamento de Economía. Desde ese entonces imparte cátedra principalmente en Teoría Económica y Econometría.
En el campo de la economía financiera ha publicado escritos que dan cuenta de la volatilidad y el riesgo, en especial en lo concerniente al pronóstico del tipo de cambio. También ha investigado los sistemas de pensiones y las finanzas púbicas. Otras de sus áreas de especialización es la econometría avanzada, diplomado que cursó en el ITAM. Diversos trabajos del autor han sido presentados en Congresos y Seminarios Internacionales, desde Montreal, Canadá, San Diego en los Estados Unidos hasta Barcelona, España.
En 1992 y 1993 fue asesor  en la Secretaria de Relaciones Exteriores y formó parte de los estudios del Tratado de Libre Comercio ente México, Estados Unidos y Canadá. Del resultado de este trabajo resultó un libro “Qué ganamos y que perdimos con el TLC”, en el cual se recogen las investigaciones llevadas a cabo por el grupo de economistas de la Secretaria de Relaciones Exteriores.  
Más adelante, Guillermo Martínez Atilano participó en la reforma al sistema de pensiones de México, trabajo que lo impulsó a estudiar las reformas a las pensiones desde el año de 1995.
Actualmente dirige el Departamento de Economía de la División de Ciencias Sociales y Humanidades, de la Universidad Autónoma Metropolitana, Unidad Iztapalapa.